# Sagat
Sagat (Japans: サガット, gebaseerd op het Thaise สกัด) is een personage dat in de jaren 80 werd bedacht door computerspellenfabrikant Capcom. Hij komt voor in de reeks gevechtsspellen van Street Fighter. Het personage kwam voor het eerst voor als eindbaas in de originele Street Fighter-game uit 1987.

## Achtergrond
Sagat maakte zijn eerste verschijning in de originele Street Fighter als de eindbaas van het spel en wordt gekarakteriseerd als een Muay Thai meester die goed bekend is in zijn land voor zijn ongelofelijke snelheid en kracht. Nadat de speler de acht oorspronkelijke tegenstanders verslaat, wordt het karakter Ryu (of Ken op Player 2's kant) meegenomen naar Thailand om het op te nemen tegen de twee laatste tegenstanders: Adon, Sagats leerling, en Sagat zelf. Na zijn nederlaag, vertelt hij de speler dat hij of zij de "sterkste Street Fighter in de wereld" is. 
Sagats volgende verschijning was in Street Fighter II: The World Warrior, waar hij verschijnt als een van de vier Grand Masters. Hij is de derde CPU-gestuurde baas in de single player modus voor M. Bison. Hij verschijnt in dit spel met een litteken op zijn borst, dat hij ontving van Ryu als gevolg van zijn verlies in het eerste spel. Net als de andere bazen, werd hij een speelbaar personage in de latere herzieningen van het spel dat begint met Street Fighter II: Champion Edition. 
Sagat zou verschijnen dan in de prequel sub-serie Street Fighter Alpha. Naast de invulling van zijn rivaliteit met Ryu, wordt een rivaliteit met zijn voormalige leerling Adon ook ingevoerd, en Dan Hibiki, een personage wiens vader werd vermoord door Sagat jaren geleden, wordt geïntroduceerd. De Alpha-serie laat ook zien hoe hij zich deelmaakte van M. Bison's criminele organisatie, maar verlaat in Street Fighter Alpha 3, nadat hij ontdekt dat Bison op Ryu wil experimenteren met zijn Psycho Power. Sagat is een verborgen personage in Street Fighter EX3, waar zijn verhaal zijn wrok voor Ryu vervagen. Hij keert terug in Street Fighter IV opnieuw als een speelbaar karakter. Sinds Super Street Fighter IV, is de animositeit in zijn rivaliteit met Ryu verdwenen en verwijst hem zelfs als een "vriend". 

## Voorkomen
Sagat is dreigend lang, een eigenschap die hij gebruikt in zijn voordeel in zijn lange verstrekkende aanvallen. Zijn natuurlijke grootte dreef hem om een krachtige vechter te worden. Zijn handen zijn massief genoeg om rond de gehele kop van veel van zijn tegenstanders te sluiten. Hij is volkomen kaal en heeft een groot litteken op zijn borst. Sagat draagt een zwart ooglapje over zijn ernstig beschadigd rechteroog, hoewel het gebrek aan diepte waarneming en verlies van perifeer zicht zijn vermogen niet ernstig belemmeren als een krachtige vechter. 

## Citaten
- "You are not a warrior. You're a beginner."
- "Try again kid".
- "A strong fighter is not one who always wins, but one who stands after defeat."

## Trivia
- In de speelfilm Street Fighter wordt Sagat gespeeld door Wes Studi.
- Kazuya Mishima uit de Tekken-serie heeft een litteken op dezelfde plek als Sagat.

Abel · 
Adon · 
Akuma · 
Alex · 
Balrog · 
Birdie · 
Blanka · 
Cammy · 
Charlie · 
Chun-Li · 
Cody · 
Crimson Viper · 
Dan · 
Dee Jay · 
Dhalsim · 
De Dolls · 
Dudley · 
Eagle · 
E. Honda · 
Elena · 
El Fuerte · 
Fei Long · 
Gen · 
Gill · 
Gouken · 
Guile · 
Guy · 
Hakan · 
Hugo · 
Ibuki · 
Ingrid · 
Juri · 
Karin · 
Ken · 
M. Bison · 
Makoto · 
Necro · 
Oni · 
Oro · 
Poison · 
R. Mika · 
Remy · 
Rolento · 
Rose · 
Rufus · 
Ryu · 
Sagat · 
Sakura · 
Sean · 
Seth · 
T. Hawk · 
Twelve · 
Urien · 
Vega · 
Yang · 
Yun · 
Zangief